# Гней Домиций Агенобарб (консул 96 года до н. э.)
Гней Домиций Агенобарб (лат. Gnaeus Domitius Ahenobarbus; родился около 139 — умер не позже 89 гг. до н. э.) — римский политический деятель из плебейского рода Домициев, консул 96 года до н. э., цензор 92 года до н. э., верховный понтифик со 103 года до н. э.

## Биография

### Происхождение
Гней Домиций принадлежал к плебейскому роду, который позже, во времена Августа, был включён в состав патрициата. Согласно легенде, рассказанной Светонием, первый представитель этого рода однажды встретил «юношей-близнецов божественного вида», которые приказали ему сообщить римлянам о победе, одержанной на войне. «А в доказательство своей божественной силы они коснулись его щёк, и волосы на них из чёрных стали рыжими, медного цвета». Этот Домиций получил прозвище Агенобарб (Ahenobarbus, «рыжебородый»), ставшее когноменом для его потомков. Правнуком родоначальника был Гней Домиций Агенобарб, первым из этой семьи достигнувший консулата (в 192 году до н. э.); сыном последнего был консул-суффект 162 года до н. э., тоже Гней, а внуком — консул 122 года до н. э., отец Гнея (консула 96 года до н. э.) и Луция (консула 94 года до н. э.).
Асконий Педиан назвал Квинта Лутация Катула Капитолина племянником Гнея Домиция. Поэтому существует гипотеза, что у Гнея была сестра, жена Квинта Лутация Катула-старшего, консула 122 года до н. э.. Но это предположение подвергают сомнению.

### Ранние годы и начало карьеры
Рождение Гнея Домиция, учитывая дату его консулата и требования закона Виллия, исследователи относят приблизительно к 139 году до н. э. Свою карьеру Агенобарб начал, предположительно, с должности монетария. Сохранилась целая серия денариев, на которых указаны имена Гнея Домиция и Луция Лициния Красса. Исследователи XIX века полагали, что монеты относятся к 92 году до н. э., когда эти два нобиля вместе были цензорами; но позже преобладающим стало мнение, что Красс и Агенобарб ещё и в молодости были коллегами как монетные триумвиры. Эту их деятельность Грегори Самнер датирует 118 годом до н. э., а Фридрих Мюнцер — промежутком между 109 и 104 годами до н. э.
В 104 году до н. э. (по данным Веллея Патеркула — в 103) Гней Домиций занимал должность народного трибуна. В этом качестве он привлёк к суду консуляра Марка Юния Силана — либо из-за понесённого обвиняемым поражения от кимвров, либо из-за оскорбления Силаном трансальпийца Эгритомара, гостеприимца отца Гнея. Присяжные проголосовали за оправдательный приговор.
К трибунскому году Агенобарба относится его конфликт с понтификами. Состоявший в этой жреческой коллегии отец Гнея умер в 104 году до н. э., и трибун рассчитывал занять его место; но понтифики выбрали кого-то другого. Тогда Агенобарб добился принятия закона, согласно которому новых членов четырёх основных жреческих коллегий должно было выбирать народное собрание. Жрецы теперь могли только выдвигать кандидатов. В благодарность за этот закон народ уже в следующем году выбрал Гнея верховным понтификом на место умершего Луция Цецилия Метелла Далматика.
В 100 году до н. э. Агенобарб принял участие в решающей схватке сенатской «партии» со сторонниками трибуна-популяра Луция Аппулея Сатурнина. Марк Туллий Цицерон, перечисляя аристократов, явившихся к храму Санка, чтобы взять оружие из общественного хранилища, называет и «Гнея и Луция Домициев». Известно, что главный враг Сатурнина Квинт Цецилий Метелл Нумидийский был другом Гнея: из изгнания он направил братьям Агенобарбам письмо, в котором говорилось: «А когда я вижу ваше отношение ко мне, я чувствую себя в высшей степени утешенным, и ваша верность и доблесть встают у меня перед глазами».

### Высшие должности
Не позже 99 года до н. э., в соответствии с законом Виллия, Гней Домиций должен был занимать должность претора. В 96 году до н. э. он был консулом совместно с Гаем Кассием Лонгином, а в 92 году до н. э. — цензором совместно с самымм выдающимся оратором той эпохи Луцием Лицинием Крассом. О его консулате практически ничего не известно. В качестве цензора Агенобарб совместно с коллегой издал эдикт, запрещавший преподавание искусства красноречия на латинском языке. Его текст сохранился в составе одного из сочинений Светония:

Дошло до нас, что есть люди, которые завели науку нового рода, к ним в школы собирается юношество, они приняли имя латинских риторов, и там-то молодые люди бездельничают целыми днями. Предками нашими установлено, чему детей учить и в какие школы ходить; новшества же, творимые вопреки обычаю и нраву предков, представляются неправильными и нежелательными. Поэтому считаем необходимым высказать наше мнение для тех, кто содержит школы, и для тех, кто привык посещать их, что нам это не угодно.
— Светоний. О грамматиках и риторах, 25
Формальным обоснованием этого запрета стали как «бездельничанье» молодёжи в латинских школах, так и поверхностность получаемого там образования. В историографии выдвигалось предположение о возможных политических причинах: с системой латинского образования, возможно, был связан Гай Марий, терявший в 90-е годы до н. э. своих сторонников в сенате. Есть мнение, что данная инициатива носила антидемократический характер. Но в любом случае запрет латинского образования не имел реальных последствий.
Между цензорами произошёл открытый конфликт, усиленный полным несходством их характеров. Агенобарб был человеком мрачным, суровым, грубым, а Красс — насмешливым, мягким, утончённым и немного легкомысленным. Поводом к столкновению стало излишне роскошное убранство особняка Красса на Палатине: Гней Домиций перед народным собранием обвинил своего коллегу в изнеженности и расточительности, а тот применил в обороне «науку остроумия». По словам Цицерона, вложенным в уста Марка Антония в трактате «Об ораторе», «Домиций был так важен, так непреклонен, что его возражения явно было гораздо лучше развеять шуткой, чем разбить силой».
Парируя критику Агенобарба, Красс заявил, «что нечего удивляться его медной бороде, если язык у него из железа, а сердце из свинца». Гней Домиций рассказал народу о вопиющем, по его мнению, случае: у Красса была ручная мурена, незадолго до того умершая, и Луций Лициний оплакал её и приказал похоронить. Красс же на это ответил, что в самом деле не обладает стойкостью своего коллеги: ведь тот не проронил ни единой слезы, похоронив трёх своих жён. Слушавший эту перепалку Цицерон позже признал, что ни одна речь не вызывала на форуме более шумного одобрения у народа.

### Последние годы
В связи с событиями конца 91 года до н. э. Диодор Сицилийский упоминает некоего Гая Домиция. Этот нобиль вышел навстречу вождю марсов Квинту Попедию Силону, пришедшему к Риму с 10 тысячами вооружённых италиков и готовому предъявить Республике ультиматум. Узнав, что Силон хочет требовать статуса римских граждан для своих людей, «Домиций возразил, что они добьются гражданства с меньшим риском и с большим почётом, если обратятся к сенату способом не столь воинственным; сенат, сказал он, дарует эту милость союзникам, если вместо принуждения предъявляют ходатайство». Силон признал справедливость этого аргумента и вернулся домой, так что Домиций, по словам Диодора, «спас родину от смертельной опасности». Поскольку у Домициев не был в ходу преномен Гай, исследователи предполагают, что речь идёт о Гнее. Но в любом случае у них нет уверенности в том, что рассказ Диодора правдив.
Больше Агенобарб не упоминается в источниках. В 89 году до н. э. верховным понтификом был Квинт Муций Сцевола, так что Гней Домиций к этому моменту уже был мёртв.

## Семья
Гней Домиций был трижды женат и пережил всех своих жён; их имена неизвестны. У него было двое сыновей. Старший, тоже Гней, погиб молодым в одной из гражданских войн, сражаясь на стороне марианцев. Младший, Луций, занимал консульскую должность в 54 году до н. э. и погиб при Фарсале в 48 году до н. э. Через него Гней является предком по прямой мужской линии императора Нерона.